# 趙茜
赵茜（1992年6月9日—），中国女模特、演员。出生于内蒙古鄂尔多斯市，現定居美國。

## 简历
赵茜在就读天津工业大学期间即担任模特工作。2010年举办的第35届国际比基尼小姐大赛，她获得中国区冠军，随后获得全球总决赛的亞軍，及「慈善小姐」、「秋季女郎」的称号。2013年参加了电影《变形金刚4》全球華人演員招募活動，獲得了「性感女神組」冠軍，而隨後參加了該片的演出。

## 作品列表

### 电影
- 2014：《变形金刚4：绝迹重生》，在电梯中的女郎
- 2017：《怪兽卡车》，客串女主管
- 2017：《玩命速遞》，飾演Lily[5]
- 2019：《特勤精英之生死救援》(網絡電影)，飾演 谷莹莹
- 2019：《特勤精英之逃出升天》(網絡電影)，飾演 谷莹莹

### 电视
- 2019：《暗黑者第三季》(網絡劇)，飾演 飘哥
- 2019：《归还世界给你》，飾演 胡雯汐
- 2019：《青春抛物线》，飾演 袁菲菲
- 2021：《山河令》(網絡劇)，飾演 毒菩萨
- 2021：《风暴舞》，飾演 林锦[6]
- 2021：《一片冰心在玉壶》(網絡劇)，飾演 段青衣
- 2021：《風起洛陽》(網絡劇)，飾演 宮嫣
- 2022：《流光之城》，飾演 余知慧
- 2022：《冰球少年》(網絡劇)，飾演 簡易
- 2022：《乱世芳华》(網絡劇)，飾演 玫瑰
- 2022：《被风吹过的夏天》(網絡劇)，飾演 戴映希
- 待播：《不遇云裳不遇你》(網絡劇)